# Upał (film)
Upał – polski czarno-biały film komediowy z 1964 roku w reżyserii Kazimierza Kutza.

## Fabuła
Film prezentuje groteskowy humor. W opustoszałym z powodu upału mieście, z polecenia premiera, o ład i porządek oraz bezpieczeństwo kilku wciąż przebywających w nim osób, dbają Starsi Panowie (Jeremi Przybora i Jerzy Wasowski). Pomaga im żeńska Drużyna Przeciwudarowa im. Kupały z Londynka Zdroju, na czele której stoi Zuzanna (Kalina Jędrusik). W tym czasie do miasta przyjeżdża ambasador egzotycznego, choć nienazwanego w filmie państwa. Z powodu braku ludzi w mieście nikt nie przygotował powitania, obrażony gość składa więc ostrą notę. Starsi Panowie muszą uspokoić sytuację i zażegnać kryzys dyplomatyczny.

## Obsada
- Jeremi Przybora – Starszy Pan
- Jerzy Wasowski – Starszy Pan
- Wiesław Michnikowski – ambasador
- Barbara Krafftówna – Barbarka
- Kalina Jędrusik – Zuzanna
- Wiesław Gołas – Albin
- Krzysztof Litwin – Kornel, sprzedawca z Domu Mody „Romeo i Julia”
- Anna Górna – Grzanka
- Zdzisław Leśniak – sekretarz ambasadora
- Jarema Stępowski – 5 ról
- Jerzy Bielenia – podróżnik Sławek, obecnie zaopatrzeniowiec
- Tadeusz Pluciński – mężczyzna chodzący za Grzanką
- Władysław Hańcza – premier (głos)